# GSC2713-2186
GSC2713-2186 — хімічно пекулярна зоря спектрального класу A2, що має видиму зоряну величину в смузі V приблизно  9,5.